# Захаров, Елисей Игоревич
Елисе́й И́горевич Заха́ров (эст. Jelissei Zahharov; 4 мая 2001, Силламяэ, Ида-Вирумаа, Эстония) — эстонский футболист, нападающий йыхвиского клуба «Феникс», но играет и на позиции полузащитника.

## Карьера
Елисей Захаров является воспитанником силламяэского футбола. С детства играл за местный футбольный клуб «Калев», а в 2017 году дебютировал в высшей лиге чемпионата Эстонии, выйдя на замену в игре против «Нымме Калью». С 2018 по 2019 год играл за футбольный клуб «Силламяэ», а в 2020 году вернулся в родной «Калев».
В июле 2022 года был отдан в аренду футбольному клубу «Феникс» из Йыхви. В 2023 году полностью перешел в йыхвиский клуб, по итогу сезона занял с командой второе место во второй лиге Эстонии и стал лучшим бомбардиром, забив 34 гола.
В сезоне 2024 года был признан лучшим игроком Первой лиги Б по итогам августа.

### Футзал
В 2018 и 2019 году играл в Первой лиге Эстонии по футзалу за команду «Силламяэ», а в 2020 году перешел в «Калев» (Силламяэ), с которым вышел в высшую лигу. В 2021 году играл в высшей лиге Эстонии по футзалу, где провел 12 игр и забил 13 голов. В 2022 году начал играть в высшей лиге за «Феникс» из Йыхви. В финале Кубка Эстонии 2022/23 был признан лучшим игроком в составе «Феникса». В сезоне 2023/24 вместе с командой стал финалистом Кубка Эстонии по футзалу.

### Сборная
В апреле 2023 года получил вызов в сборную Эстонии по футзалу на игры против сборной Грузии. Дебют состоялся 13 апреля, а первый гол забил 14 апреля во второй день товарищеских игр против сборной Грузии.

## Достижения
- Серебряный призёр второй лиги Эстонии (1): 2023

### Футзал
- Финалист кубка Эстонии (3): 2022/23[7][10], 2023/24, 2024/25
- Финалист Суперкубка Эстонии (1): 2023

## Семья
В сентябре 2022 года женился на Дарье Карханиной, которая играет в женской команде «Феникс» из Йыхви. 27 сентября 2023 года родилась дочь Мирослава.